# Acyrthosiphon boreale
Acyrthosiphon boreale är en insektsart som beskrevs av Hille Ris Lambers 1952. Acyrthosiphon boreale ingår i släktet Acyrthosiphon och familjen långrörsbladlöss. Arten är reproducerande i Sverige. Inga underarter finns listade i Catalogue of Life.